# Kate Ziegler
Kate Ziegler (Fairfax,Virginia, Estados Unidos, 27 de junio de 1988) es una nadadora estadounidense especializada en pruebas de estilo libre larga distancia, donde consiguió ser subcampeona mundial en 2011 en los 1500 metros.

## Carrera deportiva
En el Campeonato Mundial de Natación de 2011 celebrado en Shanghái ganó la medalla de plata en los 1500 metros estilo libre, con un tiempo de 15:55.60 segundos, tras la danesa Lotte Friis  (oro con 15:49.59 segundos) y por delante de la china Li Xuanxu  (bronce con 15:58.02 segundos).